# Danila Izotov
Danila Sergejevitj Izotov (ryska: Данила Сергеевич Изотов) född 2 oktober 1991 i Novouralsk, är en rysk simmare (frisim). Izotov var med i det ryska lagkappslag som vann silver på 4x200 meter frisim vid olympiska spelen 2008 i Peking, Kina. Vid europamästerskapen i kortbanesimning 2010 i Eindhoven, Nederländerna, vann Izotov guld på både 100- och 200 meter frisim.